# Hall, Södertälje kommun
Hall är en bebyggelse belägen på den östra sidan av Hallsviken, strax söder om Södertälje i Östertälje socken i Södertälje kommun. I Hall ligger Hallanstalten med 165 platser. Folkmängden i själva orten Hall inkluderar inte fångarna, trots att en del har mångåriga fängelsestraff. På Hallsvikens motsatta sida ligger Pershagen. SCB har avgränsat bebyggelsen till en småort mellan 1990 och 2015 och åter sedan från 2020 till 2023. Vid 2015 års småortsavgränsning visade sig att folkmängden i orten sjunkit till under 50 personer och småorten avregistrerades.

## Historik

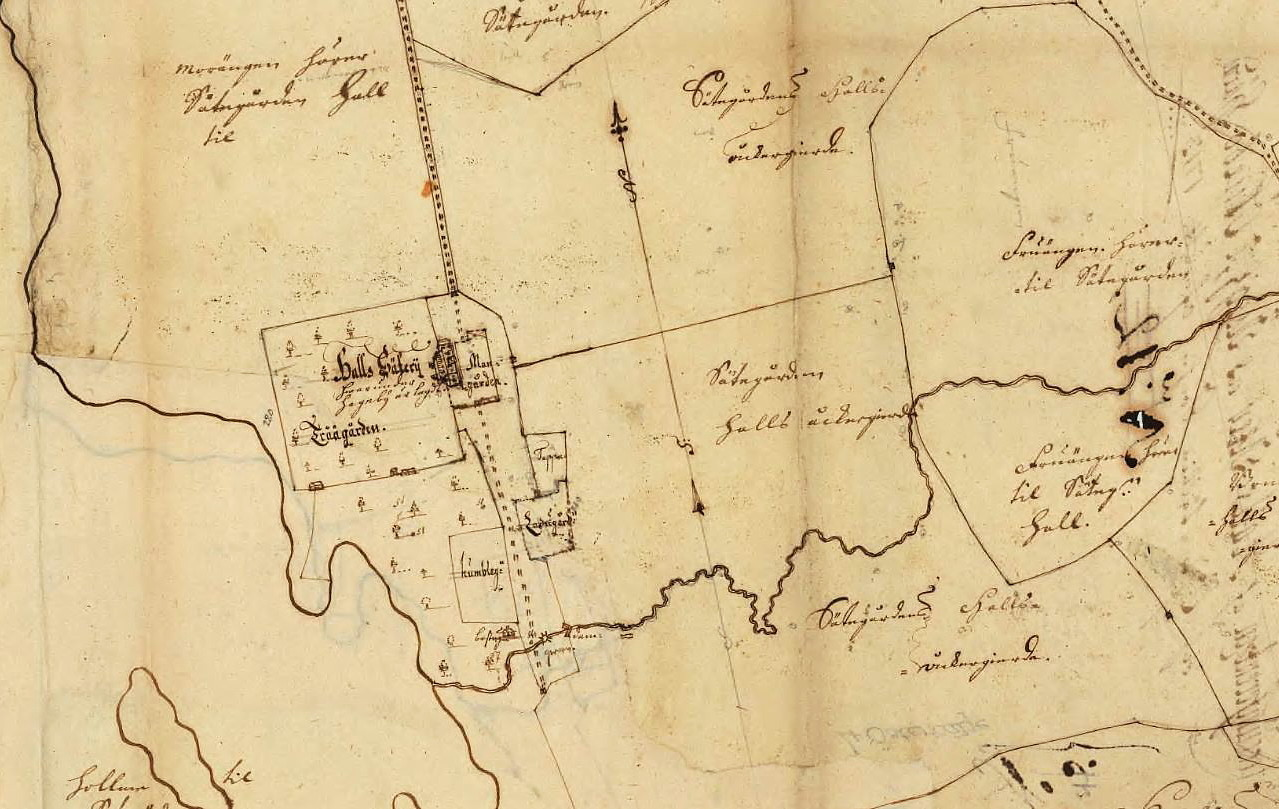
Halls säteri 1713.

Området var bebott redan på stenåldern, som flera arkeologiska fynd kan vittna om. Ortnamnet Hall kan betyda "hall" eller "häll", och antyder läget intill en berghäll. Orten liksom anstalten har sina namn efter det tidigare säteriet Hall som omnämns första gången i skriftlig form år 1331.
Egendomen Hall blev säteri under Lars Sparres ägo på 1660-talet och förlorade sina privilegier under Karl XI:s reduktion. I samband med rysshärjningarna 1719 brändes Hall ner men återuppbyggdes av den nye ägaren, von Schewen. Vid den tiden byggdes även den enda kvarvarande norra flygeln. 
I mitten av 1800-talet fick huvudbyggnaden genom en påbyggnad sitt nuvarande utseende. Mangården är en putsad byggnad och gestaltad i klassicistisk stil, med framträdande mittrisalit, frontespis, tandad taklist och en hög stensockel. Under Hall låg flera torp och en vattenkvarn vars timrade byggnad från 1812 är fortfarande bevarad.
År 1876 öppnades här en åkerbrukskoloni för "vanartiga barn" genom stiftelsen Oscar och Josefinaföreningen. Säteriets byggnader utgjorde grunden i denna anläggning. Huvudbyggnaden blev bostad för direktören och öster om den uppfördes fyra byggnader ritade av arkitekten Johan Fredrik Åbom. De innehöll sovsalar, arbetsrum och en flygel inrymde administrativa funktioner, sjukavdelning samt straffceller (se Anstalten Hall). Senare tillkom gymnastiksal och kök och 1902 byggdes ett kapell ritat av arkitekt Gustaf Dahl. Grindstugan/Allévillan samt smedjan och slöjdstugan ritades av ingenjör Milson Day. En ny ladugård uppfördes i början av 1900-talet.

## Bilder

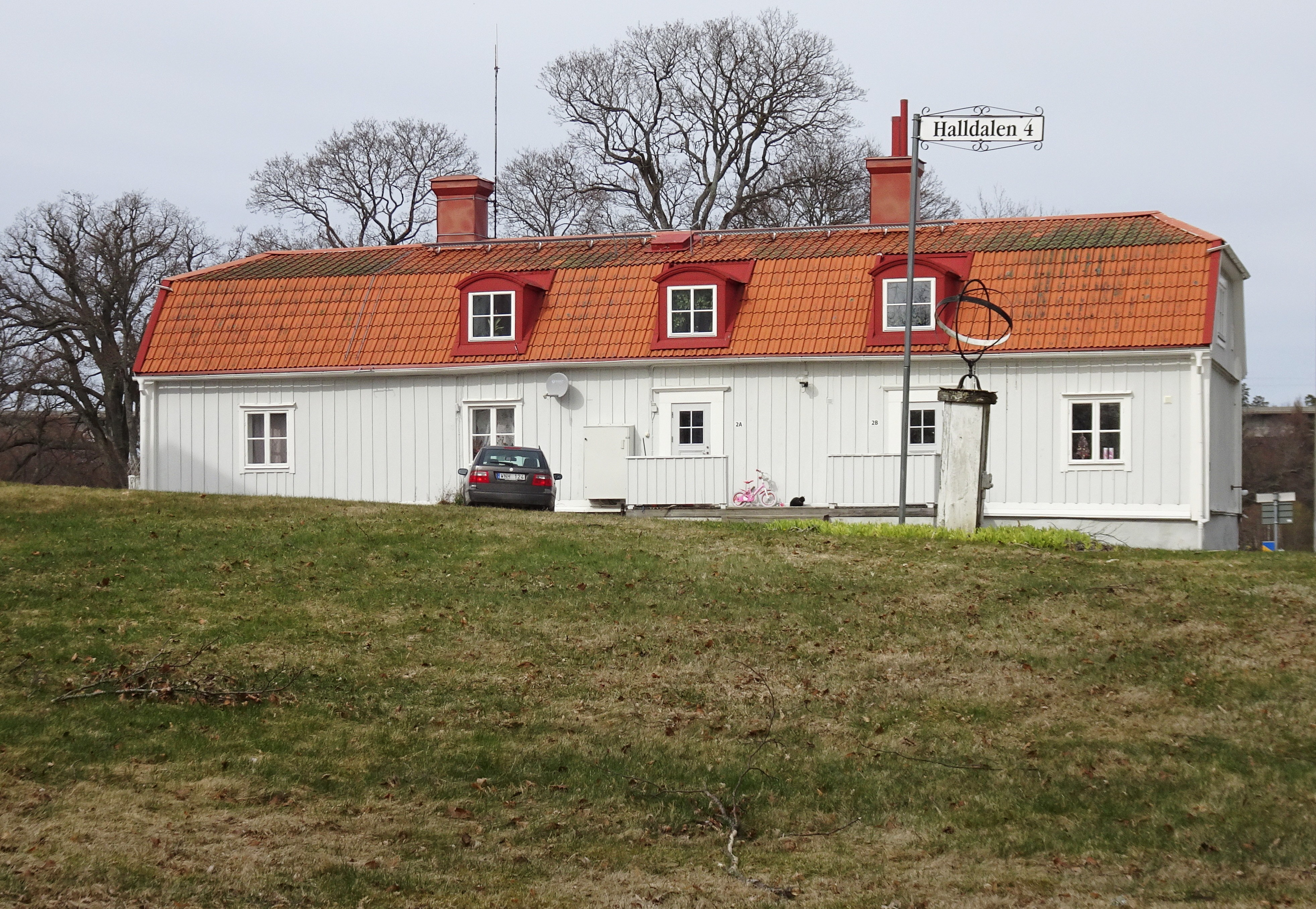
Norra flygeln.
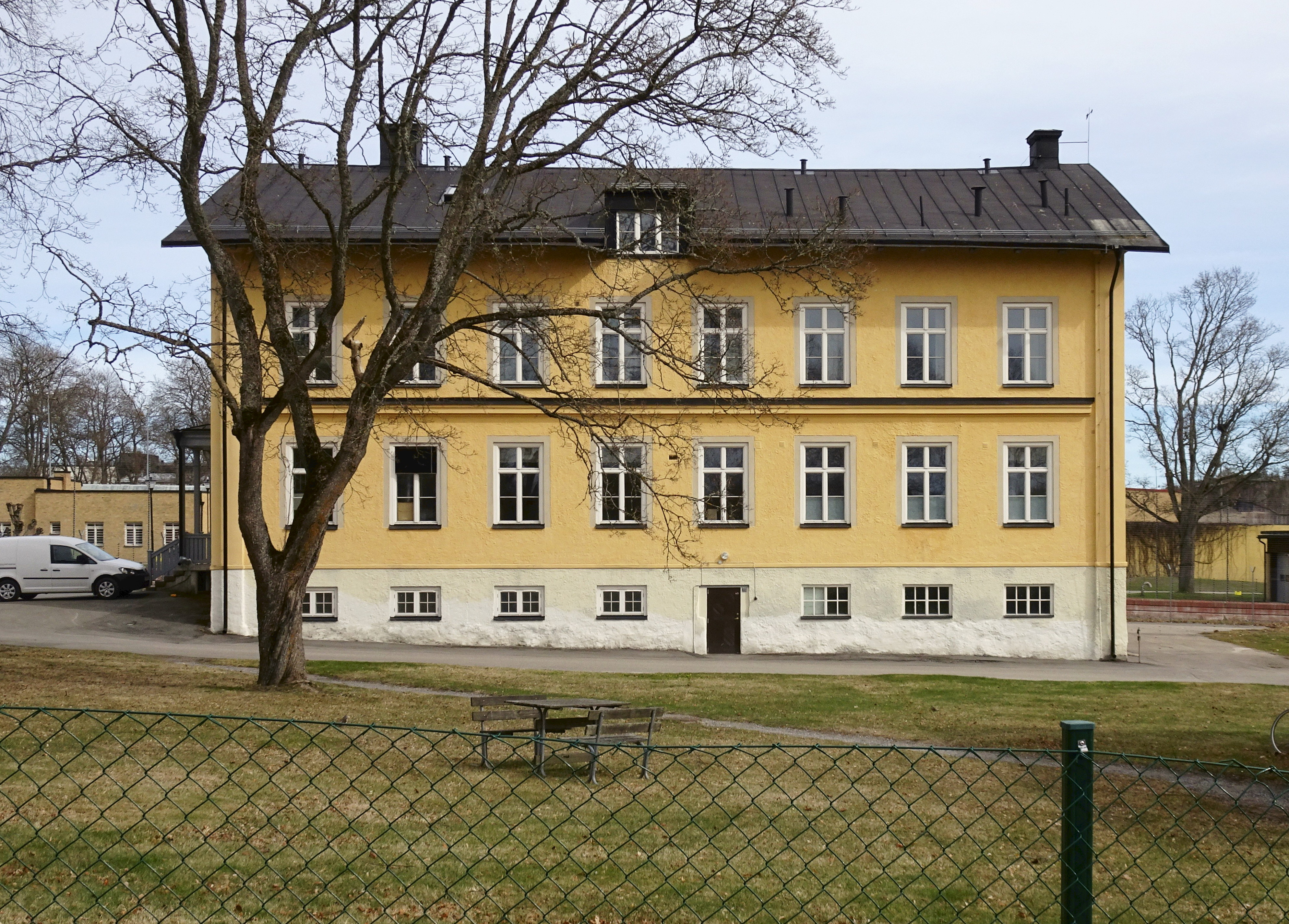
En av Johan Fredrik Åboms elevbyggnader.
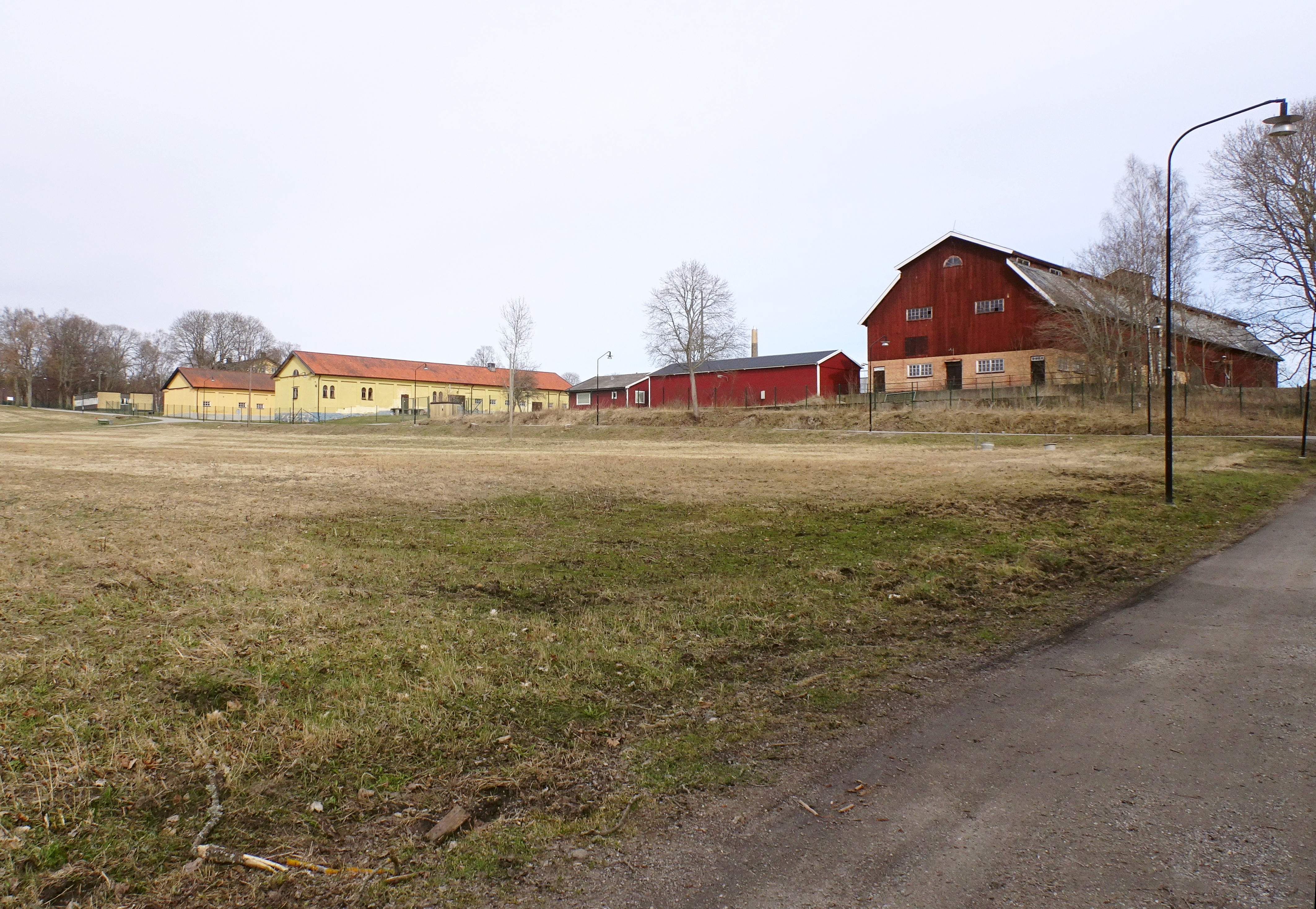
Ekonomibyggnader söder om gården.
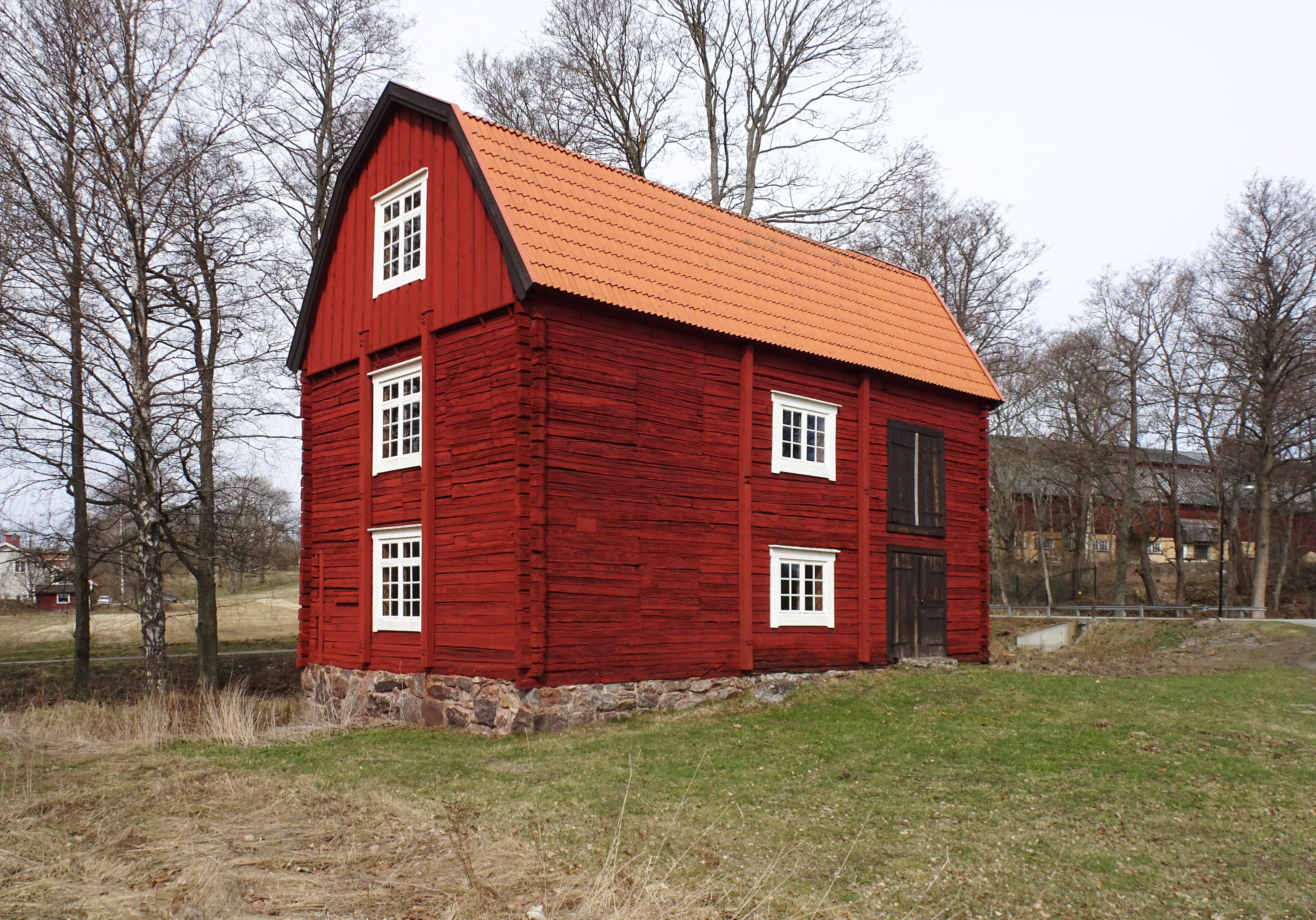
Kvarnbyggnaden från 1812.